# محمود شجاعی
محمود شجاعی (زادهٔ۱۳۲۱–درگذشته۱۳۹۴) شاعر، نمایشنامه نویس، و نقاش ایرانی بود.

## زندگی
در سال ۱۳۲۱ در شهرستان اهر از استان آذربایجان شرقی چشم به جهان گشود. تحصیلاتش را با درجه کارشناسی ارشد معماری در دانشکده هنرهای زیبا به پایان رساند. موسیقی را کامل می‌شناخت و در دوران جوانی ساز پیانو را در حد اساتید مجرب به گونه‌ای دل‌انگیز می‌نواخت. پس از آن ساز تنبور را برای نواختن انتخاب کرد و به حدی زیبا می‌نواخت که گویی چون پنجه بر سیم می‌کشید شعله به جان می‌انداخت.
خلاقیت‌های هنری شجاعی به صورت نمایشنامه نیز بروز کرد. شعرهایش در مجلاتی مثل طُرفه، جزوه شعر، اندیشه و هنر، تماشا و دفترهای روزن چاپ شدند و در دو کتاب «شعر دیگر» به همراه بیژن الهی و بهرام اردبیلی درخشید.
وی یکی از بنیان‌گذاران شعر حجم بود. شعر حجم، گونه‌ای از شعر نو فارسی است که از سال‌های ۱۳۴۶ و ۱۳۴۷ رسماً موجودیت خود را اعلام کرد و یدالله رؤیایی و تنی چند از شاعران از جمله پرویز اسلامپور در آن سال‌ها بیانیهٔ شعر حجم را نوشتند که برای نخستین بار در نشریهٔ ادبی بارو (۱۳۴۸) منتشر شد.

وی در بیستم مهرماه سال ۱۳۹۴ در بیمارستان امام خمینی کرج به علت مشکلات تنفسی درگذشت.

## آثار منتشر شده
دفتر شعر «از آبی نفس‌های کوتاه»، نمایش‌نامه «مرگ‌های پس از شنوایی» و مجموعه شعر «رخ‌های کوچک همیشه به سوی»